# Meridiano de Cádiz
El meridiano de Cádiz, también denominado meridiano Cero, rigió toda la cartografía española desde 1753 hasta el año 1884, cuando una conferencia internacional celebrada en Washington estableció como primer meridiano universal el de Greenwich. Dicho meridiano se instauró en 1753 gracias a la creación del Observatorio Astronómico de la Marina, que se ubicaba en la desaparecida torre del homenaje del Castillo de la Villa en Cádiz. El traslado a San Fernando del observatorio de Jorge Juan, obra que se termina en 1798, obliga a un pequeño cambio de meridiano: desde 1801 el meridiano de referencia para los buques españoles será el de San Fernando.
La distancia del meridiano de Cádiz con el de Greenwich es de 6º 17’ 15’’ O.